# Франковский, Адриан Антонович
Адриа́н Анто́нович Франко́вский (1888, Лобачев, Киевская губерния — 13 февраля 1942, Ленинград) — русский переводчик-полиглот, автор многочисленных переводов мировой классики на русский язык. Брат физика Вианора Антоновича Франковского.

## Биография
Родился в 1888 году в селе Лобачев.
В 1911 году окончил историко-филологический факультет Санкт-Петербургского университета. Преподавал в средних учебных заведениях и в Учительском институте Ленинграда, преобразованном в 1918 году во 2-й Педагогический институт.
Переводил Дж. Свифта, Г. Филдинга, Л. Стерна, Д. Дефо, Д. Дидро, Р. Роллана, Андре Жида, М. Пруста.

Наиболее известен как переводчик произведений Марселя Пруста. В конце 1920-х годов вышла первая часть эпопеи «В поисках утраченного времени» в переводе Франковского в издательстве Academia. Первые четыре книги эпопеи Пруста в 1930-х годах вышли в издательствах «Время» и «Художественная литература» при участии Франковского как переводчика (книги 1 и 3) и редактора. Обладал огромной эрудицией и знаниями в области культуры стран переводимых им авторов. По мнению переводчицы Анны Елистратовой: 

был одним из замечательных мастеров советского художественного перевода и глубоким знатоком английской культуры. Его переводы «Тристрама Шенди» и «Сентиментального путешествия» представляют собой настоящий подвиг научного исследования и художественного воссоздания оригинала.

Умер от голода в Ленинграде 3 февраля 1942 года. О его последних днях написал А. Н. Болдырев, в записи за 12 февраля 1942 года: 
Когда ушёл он <Франковский> — неизвестно, известно лишь, что около 12 ч. в ночь с 31-го на 1-е февраля он шёл по Литейному на угол Кирочной и ощутил такой упадок сил, что вынужден был отказаться от мысли дойти до дому. Он свернул на Кирочную, чтобы искать приюта у Энгельгардтов  <sic> (дом Анненшуле), но по лестнице подняться уже не мог. Упросил кого-то из прохожих подняться до квартиры Энг<ельгар>та, известить их. Было 12 ч. В этот момент как раз испустил дух на руках у жены ( Лидии Михайловны Андриевской) сам Энгельгарт. Она, больная, температура 39, крупозное воспаление лёгких, сползла вниз (прохожие отказались помочь) и втащила А. А., уложила его на „ещё тёплый диван Энгельгарта“. Там он лежал и там умер 3-го утром. Жена Энгельгарта кого-то просила передать, чтобы зашли к ней знакомые его, узнать обо всём. Сразу они не смогли, а когда зашли, числа 7-го, 8-го, обнаружили, что жена Энг<ельгар>та тоже умерла накануне. По-видимому, перед смертью ей удалось отправить в морг Дзержинского района тела Энгельгарта и Франковского вместе, на одних санках.

## Избранные труды
Переводы и обработки:
- Вельфлин Г. Основные понятия истории искусств. М.-Л.: Academia, 1930.